# Kertész István (jogász)
Kertész István (Putnok, 1904. április 8. – Notre Dame, Indiana, Amerikai Egyesült Államok, 1986. január 26.) magyar jogász, történész, diplomata.

## Élete
Kertész (Kohn) Lajos (1877–1949) állatorvos, állategészségügyi főtanácsos és Stolcz Mária fiaként született. Tanulmányait a budapesti Pázmány Péter Tudományegyetem Jog- és államtudományi Karán végezte (1926), majd ösztöndíjasként Párizsban tanult, ahol nemzetközi jogi és diplomáciatörténeti oklevelet szerzett. Hazatérése után joggyakornokként helyezkedett el a budapesti törvényszéken. 1931-ben ügyvédi és bírói vizsgát tett, majd a Külügyminisztériumba került, ahol a kormány nemzetközi jogi szakértőjeként dolgozott. 
1935 és 1937 között ösztöndíjas volt az Amerika Egyesült Államokban, Nagy-Britanniában és Svájcban. 1938-ban a Hágai Nemzetközi Bírósághoz küldték magyar megbízottként. 1942-ben kinevezték a bukaresti magyar követség első titkárává. A következő évben a külügyminisztériumban a békeelőkészítő csoport munkatársaként dolgozott, ezért az 1944. októberi nyilas hatalomátvételt követően mint az angolszász közeledés hívét letartóztatták. Sikerült megszöknie és a felszabadulásig Budapesten bujkált. 
1945-ben a Pázmány Péter Tudományegyetemen Az államok nemzetközi jogi felelőssége idegen magánosok kárára elkövetett jogsértéseikért című tárgykörből magántanári képesített szerzett. Ismét bekapcsolódott a békeelőkészítő munkába. 1946-ban a magyar küldöttség főtitkáraként jelen volt a párizsi béketárgyalásokon. 1947. március 17. és augusztus 26. között a római magyar nagykövetséget vezette követi rangban. Miután lemondott állásáról nem tért vissza Magyarországra. 
1948 februárjában az USA-ba ment. 1948 és 1950 között a Yale Egyetem jogi karán és az indianai Notre Dame Egyetemen tanított. 1950 szeptemberében főállású docens lett a Notre Dame Egyetemen, majd 1951 és 1975 között a politikatudományi tanszéket vezette.
Felesége Fülöp Margit (1910–1977) volt, Fülöp Jenő ügyvéd, Zala megye tiszteletbeli főügyésze és Szlgethy Margit lánya, akit 1931. október 7-én Zalaegerszegen vett nőül.

## Művei
- Általános békerevízió, vagy a trianoni szerződés külön revíziója? (Budapest, 1933)
- Az állam nemzetközi felelőssége (Budapest, 1938)
- Az Egyesült Államok külpolitikája (Budapest, 1941)
- Die Vertreibung der Deutschen aus Ungarn (München, 1953, különnyomat Südost-Stimmen 1953: 5. szám)
- Diplomacy in a Whirlpool. Hungary between Nazi Germany and Soviet Russia. Notre Dame, 1953 (uo., 1974)
- The Fate of East Central Europe. Hopes and Failures of American Foreign Policy. Szerk., uo., 1956
- Diplomacy in a Changing World. Szerk. M. A. Fitzsimmons-szal, uo., 1959 (uo., 1974)
- What America Stands For. Szerk. uazzal, uo., 1959 (spanyolul uo., 1968)
- American Diplomacy in a New Era. Szerk., uo., 1961
- East Central Europe and the World Development in the Post-Stalin Era. Szerk., uo., 1962
- Nuclear Non-Proliferation in a World of Nuclear Powers. Szerk, uo., é.n.
- The Quest for Peace through Diplomacy. Englewood Cliffs, 1967 (1971: japánul)
- The Task of Universities in a Changing World. Szerk. Notre Dame, 1971 (1975: arabul és japánul is)
- Békekötés a II. világháború után (München, 1978)
- Between Russia and the West. Hungary and the Illusions of Peace-Making 1945-1947, uo., 1984
- The Last European Peace Conference, Paris 1946
- Conflict of Values. Lanham, Md., 1985
- Magyar békeillúziók 1945–1947. Oroszország és a Nyugat között; ford. Gyarmati Angéla, utószó, jegyz., levéltári dokumentumgyűjt. Gyarmati György; Európa–História, Bp., 1995 (Extra Hungariam)

Az Amerikai Egyesült Államokban több publikációja jelent meg angolul.